# Тутс Тілеманс
Жан-Батист Фредерік Ісідор, барон Тілеманс (фр. Jean-Baptiste Frédéric Isidore Thielemans;нар.. 29 квітня 1922, Маролла, Брюссель — пом.. 22 серпня 2016, Брен-л'Алльо, Валлонський Брабант, Валлонія, Бельгія), відомий як Тутс Тілеманс — бельгійський джазовий музикант. Головним чином, відомий грою на хроматичній гармоніці, а також своїми навичками гри на гітарі та художнього свисту, а також композицією. За словами джазового історика Теда Джоїї, його найважливішим внеском став «захист скромної гармоніки», яку Тілеманс перетворив на «законний голос у джазі». Згодом став «видатним» джазовим губним гармоністом.
Перші професійні виступи почалися з гуртом Бенні Гудмена під час їхнього туру по Європі в 1949 і 1950 роках. Емігрував до США в 1951 році, отримавши громадянство в 1957 році. З 1953 по 1959 рік грав з Джорджем Ширінгом, а потім керував власними гуртами в турах по США та країнах Європи. У 1961 році записав і виконав наживо одну зі своїх власних композицій « Blusette», у якій він грав на гітарі та свистів. У 1970-х і 1980-х роках продовжував гастролювати та записуватися, виступаючи з музикантами як Оскаром Петерсоном, Еллою Фіцджеральд, Сарою Вон, Біллом Евансом, Діззі Гіллеспі, Кенні Вернером, Патом Метіні, Джако Пасторіусом, Міною Мадзіні, Еліс Регіною, Квінсі Джонсом, Джорджом Ширінгом, Наталі Коул, Біллі Джоелом, Полом Саймоном та Пакіто Д'Ріверою.
Тілеманс записав саундтреки до фільмів «Ломбард» (1964), «Опівнічний ковбой» (1969), «Втеча» (1972), « Свобода Попелюшки» (1973), «Шугарлендський експрес» (1974) та «У пошуках містера Гудбара» (1977). Його пісня на губній гармошці для популярного телешоу «Вулиця Сезам» звучала 40 років. Часто виступав і записувався з Квінсі Джонсом, який одного разу назвав його «одним із найвидатніших музикантів нашого часу». У 2009 році Національний фонд мистецтв призначив Тутса Тілеманса майстром джазу, що є найвищою нагородою для джазового музиканта в Сполучених Штатах Америки.

## Походження та навчання
Тілеманс народився в Брюсселі 29 квітня 1922 року Його батьки володіли кафе. Почав займатися музикою в ранньому віці, використовуючи саморобний акордеон у 3-річному віці. Під час німецької окупації Бельгії, починаючи з 1940 року, його захопив джаз, але тоді він грав на повнорозмірному акордеоні та губній гармошці, на яких він сам навчився грати в підлітковому віці.
Після того, як Тутс Тілеманс познайомився з музикою джазового гітариста бельгійського походження Джанго Рейнарта, він мав велике натхнення вчитися грі на гітарі, що він і зробив, слухаючи записи Рейнарта. На той час Тутс був здобувачем вищої освіти коледжу, де навчався за спеціальністю математика. До кінця Другої світової війни в 1945 році він вважав себе музикантом-аматором. У 1950 році Тутс Тілеманс сказав: «Я вважаю, що Джанго все ще здійснює один з основних впливів на мене щодо ліричності музики. Він змушує мене плакати, коли я його чую». Під час інтерв'ю в 1988 році згадував: «Я вважаю, що народився в правильний час, щоб жити, адаптуватися і бути зворушеним еволюцією джазової мови».
Тутс Тілеманс зіграв у двох постановках Сільверіо Пізу: Мандрівний горобець Джакоміно та Мрійливе кошеня Манолое.

## Кар'єра

### 1940–1950-ті роки
Джазовий губний гармоніст Чарльз Лейтон

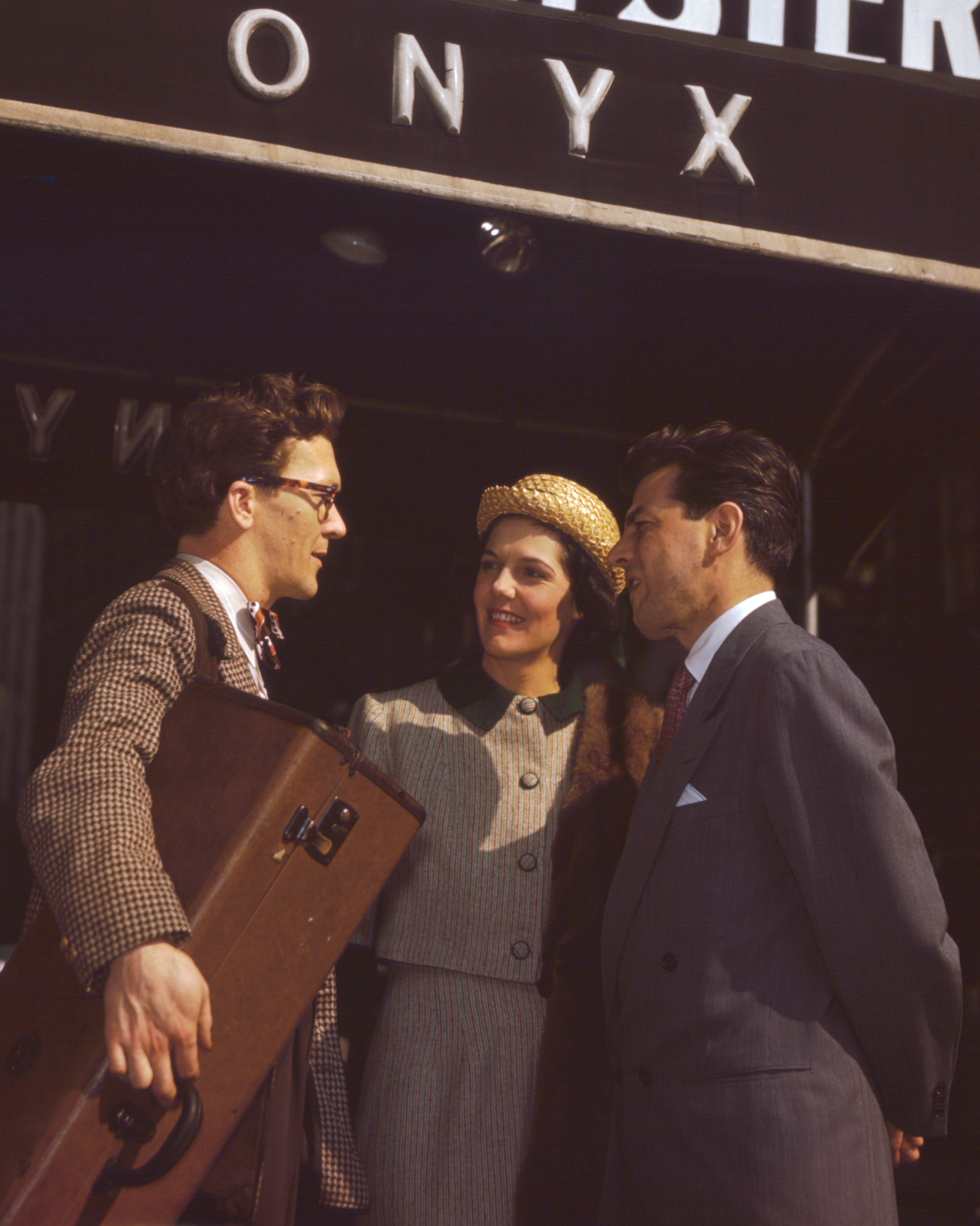
Тілеманс, Адель Жірард та Джо Марсала перед клубом Onyx, 1948 рік

У 1949 році Тутс Тілеманс приєднався до джем-сесії в Парижі з Сіднеєм Беше, Чарлі Паркером, Майлзом Девісом, Максом Роучем та іншими. Він уперше почув швидший джазовий стиль бібоп із записів Паркера та Дізі Гіллеспі після того, як вони дісталися Бельгії після війни. Вони стали його музичними «пророками». Коли його невелика колекція джазових записів зростала, найбільше на нього вплинула музика Бенні Гудмена та Лестера Янга.
Під час візиту до США в 1948 році агент Бенні Гудмена почув гру Тутса Тілеманса в маленькому нью-йоркському музичному клубі. Незабаром після того, як він повернувся додому до Бельгії, він отримав листа із запрошенням приєднатися до гурту Гудмена під час їхнього туру по Європі. Він охоче прийняв запрошення та приєднався до їхніх гастролей у 1949 та 1950 роках Під час туру Гудман був «шокований», коли дізнався, що ці тури були першим випадком, коли Тілеманс заробляв гроші своєю грою. Хоча Тілеманса найняли як гітариста, коли група Гудмена дебютувала в лондонському Palladium, він грав на губній гармошці через обмеження профспілок.
У ті роки музикант також записав свою першу платівку з колегою по гурту, тенор-саксофоністом Зутом Сімсом. У 1951 році він гастролював з автором пісень і співвітчизником Боббежаном Шопеном, виступаючи виключно як гітарист.
Тілеманс переїхав до Сполучених Штатів Америки в 1952 році, де був учасником All-Stars Чарлі Паркера та працював з Майлзом Девісом та Двйною Вашингтон. У 1957 році він став громадянином США. З 1953 по 1959 рік Тутс грав на гітарі та губній гармоніці з квінтетом Джорджа Ширінга. З Ширингом він додав до свого репертуару свист. Граючи в Гамбурзі в 1960 році під час туру з Ширінгом, молодий музикант — Джон Леннон — помітив, що Тілеманс грав на гітарі вирбництва Rickenbacker. Леннон був вражений грою, і він зрозумів, що йому також потрібна американська гітара, за принципом: «Якщо це було достатньо добре для Тілеманса, то буде достатньо добре і для мене». Леннон і The Beatles допомогли зробити гітари Rickenbacker всесвітньо відомими.
У 1955 році Тілеманс записав свій перший альбом як лідер гурту «The Sound». Протягом 1950-х років Тілеманс домінував у категорії «музиканти, що грають на різних інструментах» в опитуванні журналу Down Beat. Джеррі Мюрад із Harmonicats Джеррі Мюрада згадує майстерність Тілеманса:
Тутс грав на губній гармоніці приблизно так само, як багато великих джазових артистів того часу грали на своїх відповідних інструментах. Ніхто не грав на губній гармошці, як Тутс. Мені захотілося викинути свою губну гармошку.
З 1959 року Тутс гастролював зі своїм невеликим гуртом по всьому світу разом із періодичним записом музики в студії. Він записувався з відомими співаками та музикантами: Еллою Фіцджеральд, Патом Метіні, Джако Пасторіус, Стефан Граппеллі, Джей Джей Джонсоном, Оскаром Пітерсон, Ширлі Горн, Джо Пассом та джазовим піаністом Біллом Еванс тощо. Тілеманс говорив, що його запис із тріо Еванса <i id="mwtQ">Affinity</i> (1979) був одним із його найулюбленіших.

### 1960–1970-ті роки

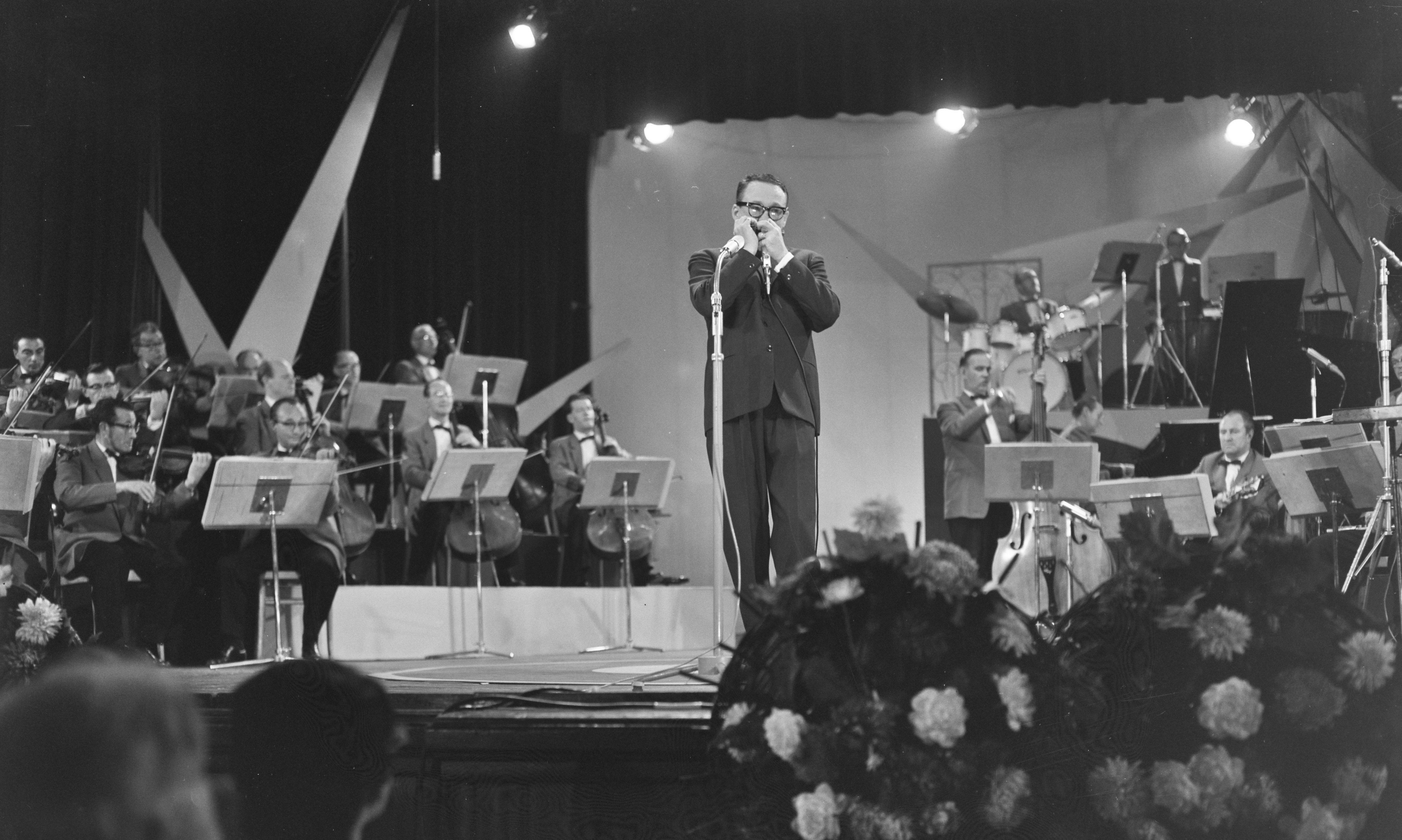
Тутс Тілеманс у 1961 році на Grand Gala du Disque в Гаазі.

Тутс Тілеманс написав «Bluesette», джазовий стандарт, який він виконував на губній гармоніці або під час гри на гітарі з насвистуванням в унісон. Він сказав: «Якщо є музичний твір, який описує мене, то якраз ця пісня». Пісня, вперше записана ним у 1962 році з текстом, доданим Норманом Гімбелом, стала головним світовим хітом. З тих пір її виконували понад сто артистів. Тутс також написав баладу «Lady Fingers», яка увійшла до альбому «Whipped Cream and Other Delights» Герба Альперта та Tijuana Brass.
Тутс Тілеманс працював і як керівник гурту, і як сайдмен, включаючи багато проєктів з композитором та аранжувальником Квінсі Джонсом. У 1960-х роках він виступав на телебаченні з Пеггі Лі . У 1969 році записав « Honeysuckle Rose Aquarela Do Brasil» зі співачкою Еліс Режиною та виступив з нею у спеціальному проєкті на шведському телебаченні.
Протягом своєї кар'єри Тутс Тілеманс грав у багатьох саундтреках до фільмів, таких як Ломбард (1964), Опівнічний ковбой (1969), Втеча (1972), Рахат-Лукум (1973), Попелюшка Ліберті (1973), Шугарлендський Експрес (1974), Якудза (1974), У пошуках містера Гудбара (1977), Чарівник (1978), Жан де Флоретт (1986) і Французький поцілунок (1995). Його заключна тема популярного телевізійного шоу «Вулиця Сезам» звучала протягом 40 років.
Також музика Тутса Тілеманса звучала в бельгійському телесеріалі Witse та в Нідерландах у програмі Baantjer . Він написав музику для шведського фільму 1974 року Dunderklumpen!, у якому музикант також озвучив анімаційного персонажа Пеллегнілота. Його свист і гру на губній гармоніці можна було почути в рекламі Old Spice у 1960-х роках. Тутс грав на губній гармоніці в «Night Game» з альбому Пола Саймона 1975 року Still Crazy After All These Years.

### 1980-ті роки та пізніше
Аранжувальник та гармоніст Річард Гейман
На початку 1980-х років Тілеманс кілька разів був гостем на телепередачі Пізня ніч з Девідом Леттерманом. Він виступав з басистом Джако Пасторіусом, а в 1983 році взяв участь в записі альбому Біллі Джоела «An Innocent Man», зокрема, у пісні «Leave A Tender Moment Alone». (Пізніше вони разом співпрацювали над цією добіркою, і ще й записали відеокліп.) Через рік Тутс з'явився в пісні Джуліана Леннона «Too Late for Goodbyes» з альбому Valotte.
У 1984 році Тутс Тілеманс разом із Біллі Екстайном записав останній альбом співака (I Am a Singer), що містить балади та стандарти, аранжовані та дириговані Анджело ДіПіппо. У 1990-х роках Тілеманс розпочав тематичні проєкти до яких увійшла різна етнічна музика . У 1998 році музикарт випустив альбом у французькому стилі під назвою Chez Toots за участю запрошеного співака Джонні Метіса .
У ті роки Тутс Тілеманс часто записував пісні як особисту данину поваги тим, хто мав значний вплив на його кар'єру. До Chez Toots, наприклад, він включив пісню «Dance For Victor», яку він присвятив своєму клавішному акомпаніатору Віктору Фельдману. Так само він записав «Waltz for Sonny» як триб'ют саксофоніста Сонні Роллінза. У червні 1998 року в німецькому Jazzbaltica Тутс віддав шану Френку Сінатрі, який помер місяцем раніше. А під час першого Каспійського джазового та блюзового фестивалю в Азербайджані в 2002 році він виконав свою записану версію пісні «Imagine» — триб'ют автора, Джона Леннона .
У рідній Бельгії Тілеманса дуже любили за його скромність і статне поводження. Він був відомий тим, що називав себе брюссельським «кетом», що на старому брюссельському сленгу означає «вулична дитина».

## Подальше життя
Тутса Тілеманса номінували на звання « Найвеличніший бельгієць» у 2005 році. У фламандській версії він фінішував на 20-му місці, а у валлонській — на 44-му. 23 січня 2009 року музикант приєднався до гітариста Філіпа Кетріна на сцені в церкві Ліберкі (Бельгія) в пам'ять про 100-річчя від дня народження Джанго Рейнарта. У 2012 році концертами Jazz at Lincoln Center у Нью-Йорку відзначили 90-річчя Тілемана за участю артистів, серед інших, Гербі Генкока, Еліан Еліас та Кенні Вернера . Він виступив з нагоди свого ювілею та покинув сцену у колі своїх друзів.
Через проблеми зі здоров'ям, які призвели до скасування виступів, Тілеманс оголосив про завершення музичної кар'єри 12 березня 2014 року, скасувавши всі заплановані концерти. Його також госпіталізували з переломом руки. Менеджер заявив, що Тілеманс «хоче насолодитися відпочинком, якого він заслуговує». Проте він ще раз з'явився на сцені, без попередження, у серпні 2014 року на джазовому фестивалі Middelheim в Антверпені.

## Смерть
Тілеманс помер 22 серпня 2016 року в Брен-л'Алле у Бельгії на 95-му році життя.
Після оголошення смерті нідерландський джазовий і поп-оркестр Metropole Orkest разом з американським музикантом Квінсі Джонсом виступили в лондонському Альберт-голі на честь Тілеманса. Ще один концерт відбувся на площі Гран-Плас у Брюсселі.
Тілеманс був похований 27 серпня 2016 року в Ла-Юльпе, неподалік Брюсселя. Піаніст Кенні Вернер зачитав особисте послання президента США Барака Обами для його вдови Гюгет. Там було написано: «Шановна Гюгет. Я був глибоко засмучений, коли почув про смерть вашого чоловіка. Сподіваюся, спільні спогади пом'якшать ваші страждання. Тримайтеся завдяки підтримці друзів і родини. Знай, ти будеш у моїх думках наступні дні. Нехай музика Тутса веде вас і дарує вам розраду. Я впевнений, що це важливо для всіх нас».

## Колекція Тутса Тілеманса
У грудні 2016 року музичний відділ Королівської бібліотеки Бельгії придбав колекцію Тутса Тілеманса. Колекція складається із сотень звукозаписів (78 об/хв, вінілові платівки та компакт-диски) і тисяч документів, таких як фотографії, статті в пресі, партитури, листи та концертні програми.

## Відзнаки та нагороди
Тілеманс отримав спільний ступінь почесного доктора від Вільного університету Брюсселя та Брюсельського вільного університету в Бельгії. У 2001 році король Альберт II дарував йому бельгійське дворянства й на все життя вручив титул барона Тілеманса на знак визнання його значного внеску в музику. При цьому він обрав девіз Будь собою, не більше не менше .
У 2006 році Тілеманс був вшанований концертом зірок, присвяченим йому в Карнегі-холі. Серед виконавців були піаніст Гербі Генкок та кларнетист Пакіто Д'Рівера У 2009 році Національний фонд мистецтв нагородив Тілеманса найвищою нагородою США, яка може бути присуджена джазовим музикантам, — званням «Майстер джазу». 29 квітня 2022 року на честь 100-річчя Тутса Тілеманса Google відзначив тематичним малюнком.

### Почесні звання[53]
- Командор бельгійського ордена Леопольда
- Кавалер бельгійського ордена Леопольда II
- Кавалер французького ордена Мистецтв і літератури
- Командор бразильського ордена Ріу-Бранку
- «Барон Тілеманс» за королівським наказом
- Почесний доктор університетів Вільного університету Брюсселя та Брюсельського вільного університету
- Тілеманс був почесним громадянином Дінана, Моленбека, Сінт-Аманда та Ла-Юльпа[54][55][56].

### Нагороди
- Номінація на премію «Греммі» за найкращу інструментальну тему «Bluesette»: 1964[57]
- Переможець DownBeat Різні інструменти (гармошка): 1978->1996, 1999->2008, 2011, 2012[58]
- Номінація на премію «Греммі» за найкраще джазове інструментальне виконання « Affinity»: 1980[59]
- Номінація на премію «Греммі» за найкраще джазове інструментальне соло «Bluesette»: 1992
- Премія Zamu Music за життєві досягнення: 1994
- Премія Джазового фестивалю Північного моря : 1995[60]
- Премія «Греммі» за найкращий некласичний альбом " Q's Jook Joint ": 1997
- Премія Edison Jazz Career Award: 2001[61]
- Німецький джазовий трофей: 2004[62]
- Альбом року Octaves de la Musique «One More for the Road»: 2006[63]
- Бронзова нагорода Зіннеке: 2006[64]
- Кар'єрна премія «Клара» : 2007[65]
- Нагорода NEA Jazz Master: 2009[66]
- Джазова премія Консертгебау : 2009[67]
- Джазовий фестиваль у Сан-Себастьяні Premio Donostiako: 2011[7]
- Почесний член Спілки артистів мистецтв: 2011[68]
- Премія Французької Академії Шарля Кроса за визначну кар'єру: 2012[69]
- Премія музичної індустрії за життєві досягнення: 2017[70]
- Номінація на премію IFMCA — найкращий музичний альбом-компіляція фільму «The Cinema of Quincy Jones»: 2017[71]

### Інші відзнаки

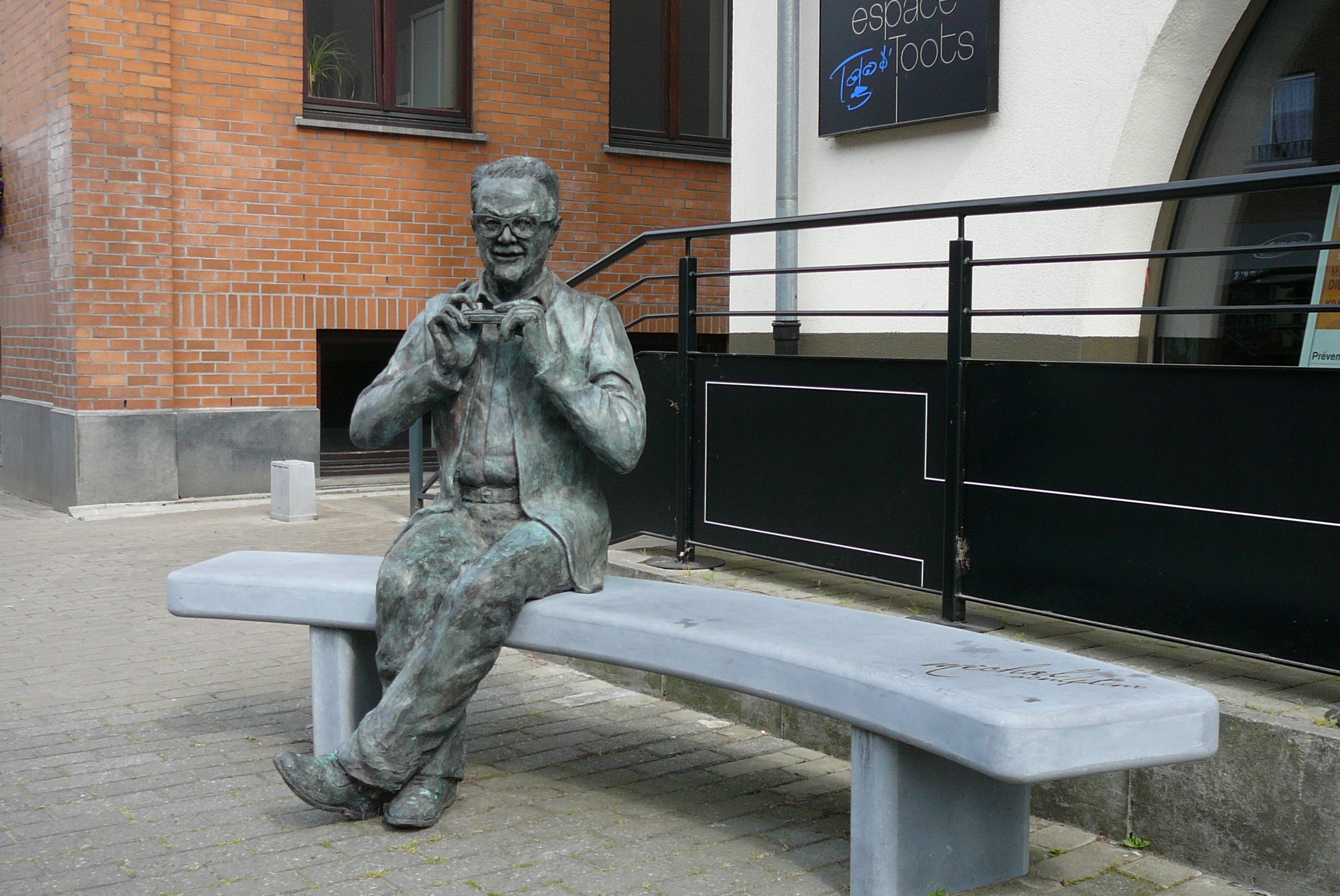
Пам'ятник Тутсу Тілемансу в Ла Юльпе

- 2 типи гармоніки Hohner, Toots Mellow Tone[72] і Toots Hard Bopper[73]
- У 1999 році в Брюсселі була відкрита музична студія Studio Toots[74]
- The Toots Thielemans Jazz Awards у Брюсселі, з 2007 року[75]
- Вулиці названі іменем Тулеманса в Форе, Брюсселі (Rue Toots Thielemans/Toots Thielemansstraat) та Мідделбурзі (Toots Thielemansstraat)[76]
- Школи його імені в Брюсселі, EFAAR Toots Thielemans[77] та Athénée Royal Toots Thielemans[78]
- Станція брюссельського метрополітену Toots Thielemans[79]
- Астероїд, (13079) Тутс[80]
- Статуї в Ліссевеге (2011) та Ла Юльпе (2018)[81]
- The Toots Sessies — музичні сесії різних виконавців, організовані VRT з 2020 року[82]
- 29 квітня 2022 року компанія Google відзначила 100-річчя Тутса Тілеманса дудлом Google[83]

## Дискографія

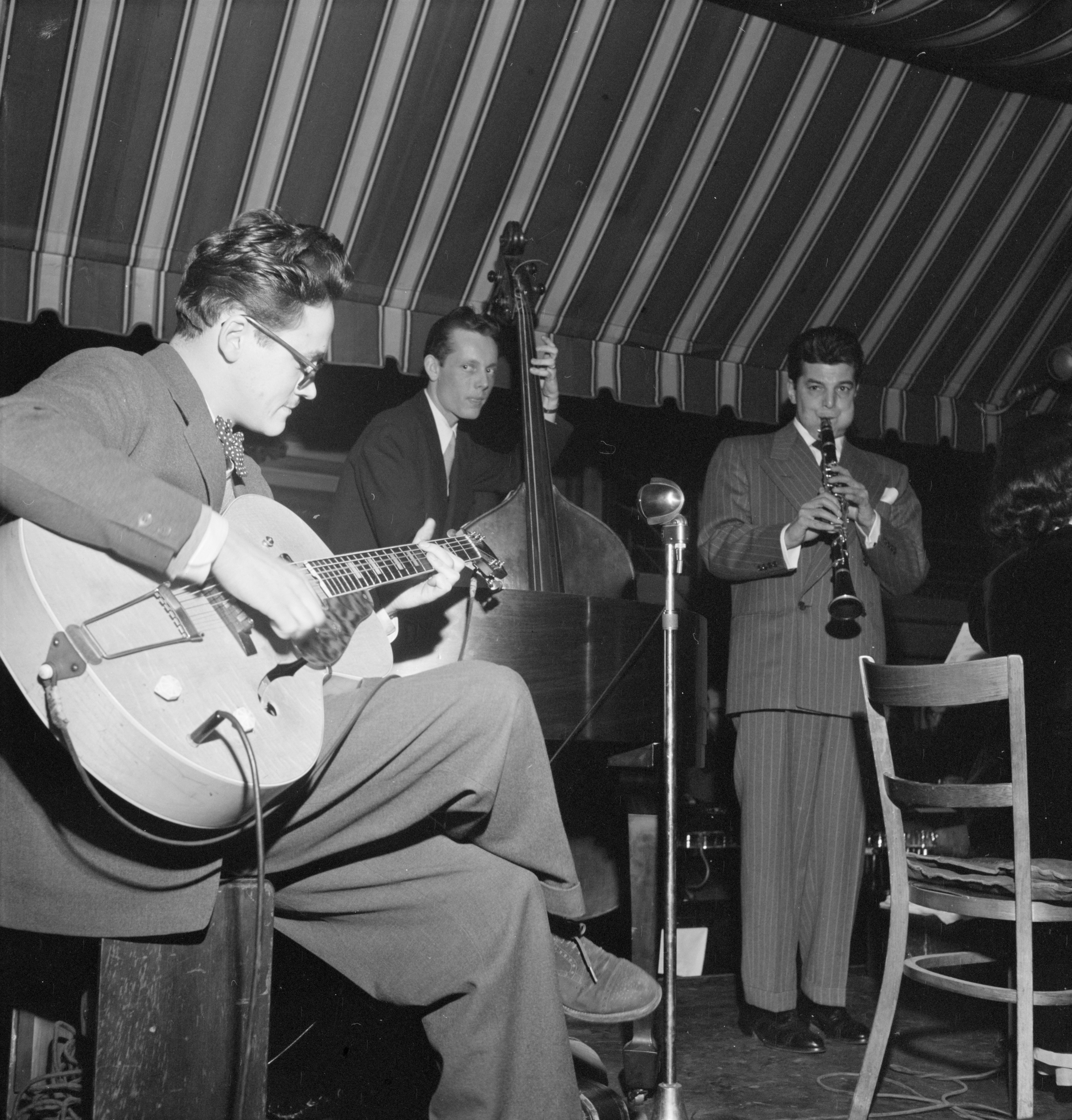
Тутс Тілеманс (ліворуч) та Джо Марсала (праворуч) у 1947 році.

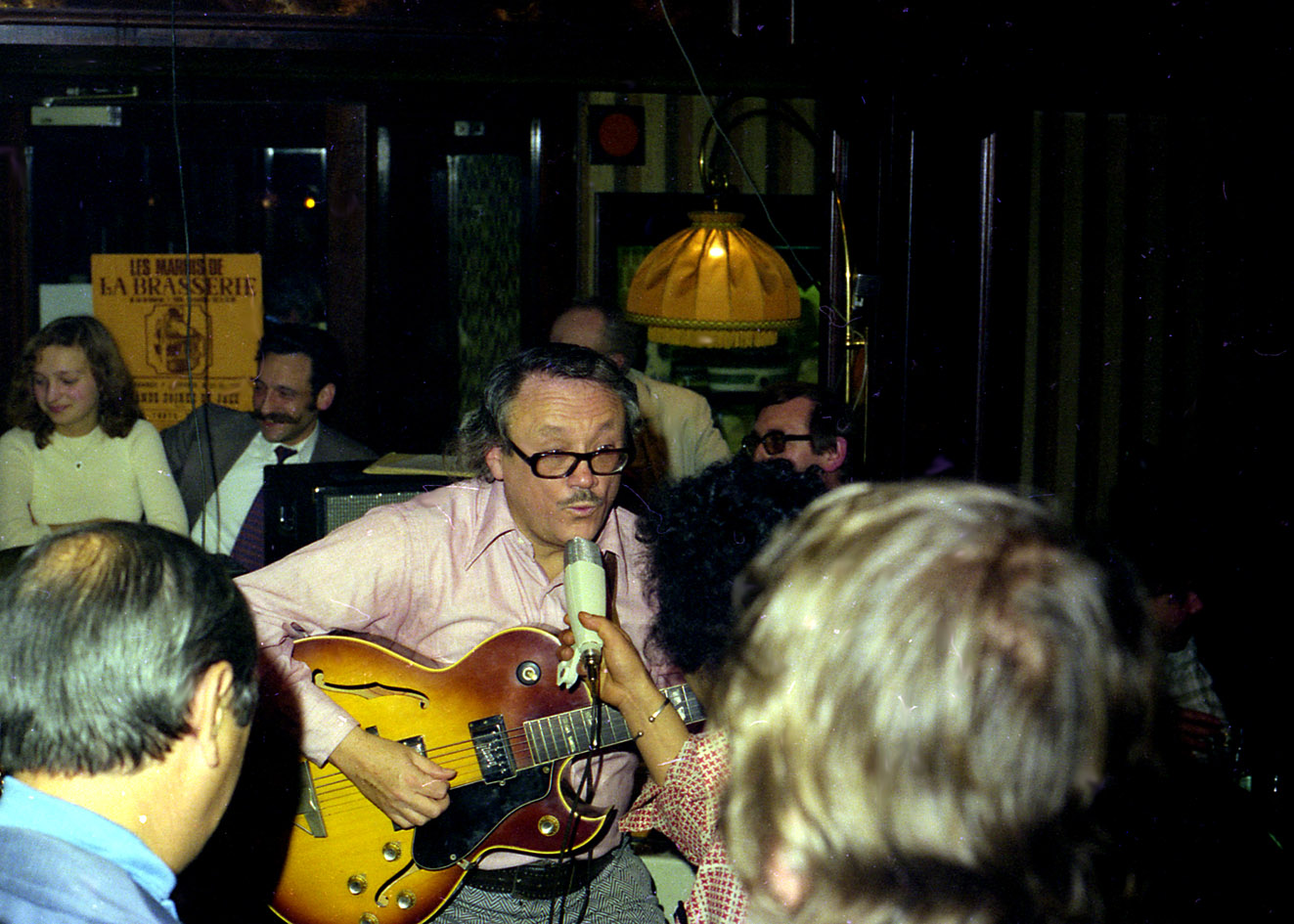
Тілеманс у La Brasserie, 1975 рік

### Соло
- The Sound (Columbia, 1955)
- Man Bites Harmonica! (Riverside, 1958)
- Time Out for Toots (Decca, 1958)
- The Soul of Toots Thielemans з Реєм Браянтом (Signature, 1960)
- Blues for Flirter (aka Try a Little Tenderness) (Polydor, 1961)
- Road to Romance з оркестром під керівництвом Курта Едельхагена (Polydor, 1961)
- The Romantic Sounds of Toots Thielemans (MGM, 1962)
- Jazz Workshop Concert — Ruhrfestspiele 1962 з Фрідріхом Гулдою, Гербом Геллером, Аком ван Руйєном та Гансом Коллером (Columbia, 1962)
- Toots Thielemans (Columbia, 1963)
- The Whistler and His Guitar (ABC-Paramount, 1964)
- Too Much! Toots! (Philips, 1965)
- Contrasts (Command, 1966)
- Toots (Command, 1968)
- Toots on Tour (Philips, 1968)
- Honeysuckle Rose Aquarela Do Brasil (aka Elis & Toots) разом з Еліс Режиною (Philips, 1969)
- Toots in Holland (Philips, 1970)
- A Taste of Toots (Philips, 1970)
- Yesterday and Today зі Свендом Асмуссеном (A&M, 1973)
- Captured Alive (Choice, 1974)
- Toots Thielemans/Philip Catherine & Friends (Keytone, 1974) [перевидано з 2 бонусними треками під назвою Two Generations (Limetree, 1996)]
- Old Friend (Polydor, 1974)
- Sweet & Lovely (ABC, 1975)
- Sherlock Jones Original Soundtrack (Polydor, 1974)
- Toots Möter Taube (Sonet, 1978)
- Höresund з Остеном Варнербрінгом (Frituna Sweden, 1979)
- Johnny Larsen з Ц. В. Йоргенсеном (Metronome Denmark, 1979)
- When I See You з Біллом Ремсі (Erus Technik Gmbh, 1980)
- Collage (CBS, 1980)
- Swing on Birdland Vol.4 разом із Юзуру Се (Canyon, 1980)
- The Guitar Sessionз Джіном Бертончіні (Inner City, 1981)
- Slow Motion (Jazz Man, 1981)
- Toots & Louis  з Луїсом Ван Дейком (Polydor, 1982)
- Live (Inner City, 1982)
- Live 2 (Inner City, 1982)
- Live 3 (Inner City, 1982)
- Live in the Netherlands (Pablo, 1982)
- Steel Tenor Madness (HEP, 1982)
- Midnight Cruiser (Better Days Japan, 1983)
- Christian Escoudé Гурт feat. Тутс Тілеманс (JMS France, 1983)
- Harmonica Jazz (CBS, 1984)
- Bringing It Together разом з Стефаном Граппеллі (Cymekob, 1984)
- YaKsa (Оригінальний саундтрек до фільму) з Масахіко Сатохом та Юкіхіде Такекава (Interface Japan, 1985)
- Chiko's Bar з Sivuca (Sonet, 1985)
- Your Precious Love (Sonet, 1985)
- Bande Originale Du Film «Une Femme Ou Deux» з Кевіном Малліганом (Apache, 1985)
- Just Friends з Полом Куном (Delta, 1986)
- Check It Out з Mezzoforte (BBC Radioplay Music, 1986)
- Toots & Svend зі Свендом Асмуссеном (Sonet, 1987)
- Home Coming (CBS, 1987)
- Only Trust Your Heart (Concord Jazz, 1988)
- Romantic Gala (Dino Music, 1988)
- Rosinha De Valença-Flavio Faria з Розіньєю Де Валенса (RGE, 1989)
- Toots Thielemans In Tokyo (Denon, 1989)
- Footprints (EmArcy Records, 1990)
- Spotlight (Sonet, 1990)
- Apple Dimple (Denon, 1990)
- For My Lady з тріо Ширлі Горн (EmArcy, 1991)
- Make Someone Happy з Мері Кей (Gam Jam, 1991)
- L'Or De L'Île Carn з Сіріусом (Keltia Musique, 1992)
- The Brasil Project (Private Music, 1992)
- Martial Solal Toots Thielemans з Мартіалом Солалом (Erato, 1992)
- The Brasil Project Volume 2 (Private Music, 1993)
- Calling Me Back Home з Ренді Бернсеном (101 South Records, 1993)
- Do Not Leave Me (Milan Records, 1994)
- East Coast West Coast (Private Music, 1994)
- Chez Toots (Private Music, 1998)
- Chet & Toots з Åke Johansson Trio та Четом Бейкером (Dragon, 1998)
- Accentuate the Positive з Джо Кеннеді молодшим (CAP, 1998)
- The Live Takes Volume 1 (Narada, 2000)
- Toots Thielemans and Kenny Werner (Verve, 2001)
- This Heart Of Mine з Джекі Райаном та Ерні Воттсом(OpenArt Records, 2003)
- Lady Be Good з DR Big Band та Еттою Кемерон (Content Records, 2003)
- One More for the Road (Verve, 2006)
- European Quartet Live (Challenge Jazz, 2010)
- Live in Brussels разом з Тіто Пуенте (Smith & Co, 2011)
- Toots 90 (Challenge Jazz, 2012)
- What a Wonderful World (Challenge Records, 2012)
- Airegin (Vinyl Passion, 2014)

### Оркестрант у джазовому біг-бенді (сайдмен)
Разом з Джорджом Ширінгом
- Shearing in Hi-Fi (MGM, 1955)
- The Shearing Spell (Capitol, 1955)
- Lullaby of Birdland (MGM, 1957)
- Latin Affair (Capitol, 1958)
- Jazz Conceptions (MGM, 1958)
- Latin Lace (Capitol, 1958)
- Beauty and the Beat! (Capitol, 1958)
- Rap Your Troubles in Drums (MGM, 1959)
- Shearing on Stage! (Capitol, 1959)
- On the Sunny Side of the Strip (Capitol, 1960)

Разом з Джорджом Ширінгом та Дакотою Стейтон
- In the Night (Capitol, 1958)

Разом з Пеггі Лі
- Blues Cross Country (Capitol, 1962)
- Somethin' Groovy! (Capitol, 1967)

Разом з Квінсі Джонсом
- Quincy Jones Explores the Music of Henry Mancini (Mercury, 1964)
- The Pawnbroker (Mercury, 1964)
- Walk, Don't Run (Mainstream, 1966)
- Walking in Space (A&M, 1969)
- Gula Matari (A&M, 1970)
- Smackwater Jack (A&M, 1971)
- You've Got It Bad Girl (A&M, 1973)
- Mellow Madness (A&M, 1975)
- The Dude (A&M, 1981)
- Q's Jook Joint (Qwest, 1995)

Разом з Бруком Бентоном
- Brook Benton Today (Atlantic, 1970)

Разом з Мелані Сафкою
- Gather Me (Neighborhood, 1971)
- As I See It Now (Neighborhood, 1975)

Разом з Джоном Денвером
- Aerie (RCA, 1971)
- Farewell Andromeda (RCA, 1973)

Разом з Полом Саймоном
- Still Crazy After All These Years (Columbia, 1975)

Разом з Оскаром Пітерсоном
- The Oscar Peterson Big 6 at Montreux (Pablo, 1975)
- Live at the North Sea Jazz Festival (Pablo, 1980)

Разом з Урбі Гріном
- The Fox (CTI, 1976)

Разом з Джеєм Берлінером, Джином Бертончіні та Річардом Резнікоффом
- The Guitar Session (Philips, 1977)

Разом з Біллом Евансом
- Affinity (Warner Records, 1979)

Разом з Діззі Гіллеспі
- Digital at Montreux, 1980 (Pablo, 1980)

Разом з Сарою Вон
- Songs of The Beatles (Atlantic, 1981)

Разом з Джако Пасторіусом
- Word of Mouth (Warner Bros. Records, 1981)

Разом з Біллі Джоелом
- An Innocent Man (Columbia, 1983)

Разом з Майклом Френксом
- Passionfruit (Warner Bros. Records, 1983)

Разом з Джуліаном Ленноном
- Valotte (Atlantic, 1984)

Разом з Sivuca
- Chiko's Bar (1985) (Sonet, 1985)

Разом з Еліан Еліас
- Illusions (Denon, 1986)
- Bossa Nova Stories (Blue Note, 2008)

Разом з Шиною Істон
- No Sound But a Heart (EMI, 1987)

Разом з Джеймсом Ластом
- Theme from Der Landarzt (Polydor, 1987)

Разом з Патом Метені
- Secret Story (Geffen, 1992)

Разом з Діаною Шур
- Love Songs (GRP, 1993)

Разом з Джей Андерсоном
- Local Color (DMP, 1994)

Разом з Наталі Коул
- Stardust (Elektra, 1996)

Разом з Ширлі Горн
- I Remember Miles (Verve, 1998)

Разом з Fumio Karashima
- Rencontre (Polydor, 1999)

Разом з Джо Ловано
- Flights of Fancy: Trio Fascination Edition Two (Blue Note, 2001)

Разом з Джеймсом Тейлором
- James Taylor at Christmas (Columbia, 2006)

Разом з Мустафазаде Азізою
- Jazziza (Columbia, 1997)